# Marko Tscheremschyna

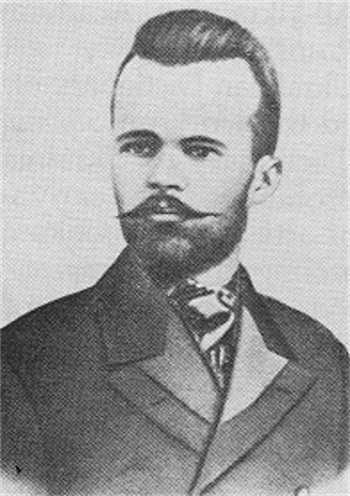
Marko Tscheremschyna

Marko Tscheremschyna (ukrainisch Марко Черемшина; * 13. Juni 1874 in Kobaki, Galizien, Österreich-Ungarn; †  25. April 1927 in Snjatyn, Ukrainische SSR) ist das Pseudonym des als Iwan Jurijowytsch Semanjuk (Іван Юрійович Семанюк) geborenen, ukrainischen Schriftstellers und Übersetzers.

## Leben
Tscheremschyna kam in Kobaki, einem von Huzulen bewohnten Dorf im heutigen Rajon Kossiw der ukrainischen Oblast Iwano-Frankiwsk zur Welt. Er studierte bis 1906 Rechtswissenschaften an der Universität in Wien. Anschließend arbeitete er sechs Jahre als Anwalt in Deljatyn und 1912 gründete er eine eigene Anwaltskanzlei in Snjatyn, in der er bis zu seinem Tode tätig war.
Bereits 1896 begann er Kurzgeschichten zu schreiben, welche er in Zeitungen und Zeitschriften veröffentlichte. Zu seinen Lebzeiten sind zwei Sammlungen seiner Kurzgeschichten (1901 und 1925) veröffentlicht worden. Seine Geschichten geben den Dialekt und die Volksweisen von Pokutien wieder. Tscheremschyna übersetzte zudem Kurzgeschichten aus dem deutschen, tschechischen und ungarischen in die ukrainische Sprache. Seit 1949 befindet sich in Snjatyn ein Museum zu ihm und seinem Werk.
Tscheremschyna gilt zusammen mit Wassyl Stefanyk und Less Martowytsch als das „Pokutische Dreigespann“ (Покутська трійця).